# Ormosia nippoalpina
Ormosia nippoalpina är en tvåvingeart som beskrevs av Alexander 1941. Ormosia nippoalpina ingår i släktet Ormosia och familjen småharkrankar. Inga underarter finns listade i Catalogue of Life.